# Ламберт, Альберт
Альберт Бонд Ламберт (англ. Albert Bond Lambert; 6 декабря 1875, Сент-Луис, Миссури — 12 ноября 1946, Сент-Луис, Миссури) — американский гольфист, серебряный призёр летних Олимпийских игр 1904.
Сначала Ламберт участвовал в мужском одиночном соревновании на летних Олимпийских играх 1900 в Париже. Он занял восьмое место.
На Играх 1904 в Сент-Луисе Ламберт участвовал в двух турнирах. В командном он занял 12-е место, и в итоге его команда стала второй и получила серебряные награды. В одиночном разряде он занял 8-е место в квалификации, и пройдя в плей-офф, дошёл до четвертьфинала.